# José Ruiz y Muñoz
José Ruiz y Muñoz (Múrcia, 1835 - ?) fou un compositor espanyol del Romanticisme.
Fou alumne del Conservatori Nacional i desenvolupà la direcció de les bandes de música de diversos regiments i la de l'esquadra espanyola de la Mediterrània, organitzant el que fou a Itàlia amb ocasió de l'anada a Espanya d'Amadeu I.
Va compondre i edità per a piano la tanda de valsos La escuadra española, famosa en el seu temps, i la Marcha Real de Amadeo I. Per aquests mèrits fou nomenat Cavaller de la Corona d'Itàlia. Va compondre molt, i les seves obres es distingeixen per la seva fresca inspiració i la seva elegància melòdica.